# 武汉市蔡甸区第一小学
武漢市蔡甸區第一小學（No.1 Primary School, Caidian District, Wuhan City），简称“蔡甸一小”，是武汉市的一所公办小学，位于蔡甸区文昌街222号。该校历史悠久，在近代社会变革、教育发展等领域发挥了重要作用。

## 办学现状
蔡甸一小位于蔡甸街道老城区，学生人数较少，办学规模教小，主要接收附近社区学生。学校拥有教学楼三幢，分别为“实践楼”、“求知楼”和“创新楼”；校门一座，在创新楼一楼架空层，正对文昌街。另有藏书27.8万册，配备各类活动室10间，规范操场1860平方米，总建筑总面积4441平方米。
学校以美育为学校特色，尤以书法、美术见长。书法已成为学校全面推进素质教育的一部分。学校共有12个校级社团、24个班级社团，包括书法、美术、音乐和乒乓球、田径等项目。
学校2022年总编制人数47人，全部为事业编制。在职实有人数75人。

## 建校历史

### 筹备新学
1905年（光绪三十一年），科举制度被废除。蔡甸镇秀才胡智斋、张巍如和李⾄哉等人提议兴办新式学堂，学习西方文化，但没有受到重视。
清朝灭亡后，胡智斋等人又起草了《创立蔡甸国民教育实施方案》。该方案提出 “组织成立一个负责推行国民教育的蔡甸教育会，将蔡甸地区的书院、学产及其他公产，全部转至该会，并由该会保管运用，作为推行国民教育的基金”。然而，这一方案遭到当权人物张楚材等人的反对，未能施行。
不久后，胡智斋应天门印尼华侨的邀请，前往爪哇兴办华侨子弟学校。
1915年5月9日，袁世凯政府接受日本提出的“二十一条”。李大钊起草《敬告全国父老书》以号召全国人民团结抵制。胡智斋受其触动，立即偕同李至哉于1915年7月返回蔡甸，酝酿发动蔡甸地区反对 “二十一条” 的斗争。
1915年8月上旬，以知识分子为主体的 “蔡甸教育会” 成立，推选张巍如为会长。教育会成立后，积极着手筹建国民学校，决定办学章程、教师等，并成立了基金筹募委员会，受到汉阳、汉口和蔡甸等地工商业界的慷慨支援。

### 建校初期[5]
1916年（民国五年），教育会正式兴办“蔡甸国民小学”，由胡智斋担任首任校长，校址在汉阳县蔡甸镇三清观（今蔡甸区蔡甸街道知语1901小区内）。由省一师毕业生吕美堂、姚次安，以及女师毕业生姚静涵等人担任主课教师。
1919年，更名为“蔡甸高等小学”，招收了三年制初小及高小学生近千人。次年，在当地工商界大量经费支持下，改小学为“蔡甸乙种商业学校”，当地甚至在轮船售票中附加教育经费征收。
1927年初，唐义贞被安排来校担任教务主任，随后学校改办为“汉阳县第二完全小学”。1936年，更名为“中正小学”。1938年因日军占领蔡甸镇而停办。

### 日占时期[7]
1941年，日军拆毁原三清观校址作为驻军据点。次年迁校设施至蝙蝠街棉业工会，由宪兵队队长中原氏监督开学复课。1942年又新建教室8间，增班4个，拆除附近织布厂以扩大校园，此处即今蔡甸一小校址。
期间，学校教育以日语和奴化教育为主，定期对师生进行日语考试，灌输“中日亲善”、“建立大东亚共荣”等内容。并定期进行思想小结和进行思想测验，大部分教师离开学校，学生也纷纷辍学。
1945年日军投降后，学校被国民政府接管，原三清观校遗址被私立汉口三育中学买下办学，即后来的汉阳一中。

### 共和国时期
1949年5月，汉阳县人民政府接管学校，并与“依善”、“敦睦”两所义学堂合并，改为“县立蔡甸完全小学”。1953年被确定为重点小学。
1966年，文化大革命被发起后，学生停课闹革命。学校被诬陷为推行修正主义教育路线的黑样板，教师受到迫害，教室墙壁被打穿，二百余套桌椅板凳损害。万册图书被造反派洗劫一空，教学仪器被盗走、散失。教师被清算换班，考试及升留级制度也被废除，从六年制改为五年制，教学质量断层下降。

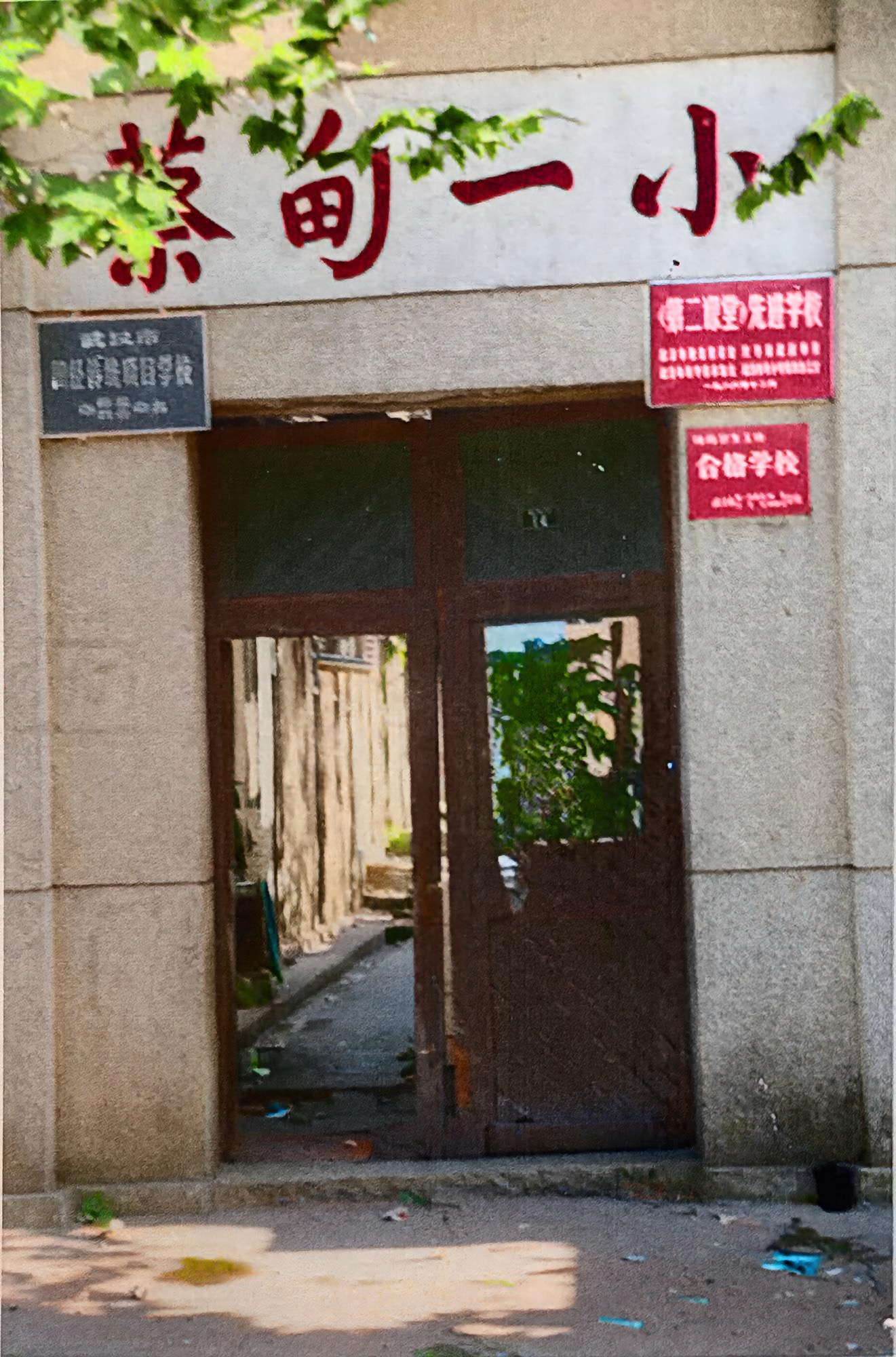
蔡甸一小校门（1980年代）

1971年，更名为“蔡甸镇第一小学”。1977年，文革结束，恢复正常教学秩序，次年恢复考试。1993年，升格为“蔡甸区第一小学”。